# Anita Suhr
Anita Suhr  (* 23. September 1900 in Duvenstedt; † 9. Januar 1991 in Hamburg, Deutschland) war eine deutsche Malerin.

## Leben und Werk
Suhr besuchte die Timmermann’sche Höhere Mädchenschule bis zu ihrem 16. Lebensjahr und dann die Staatliche Gewerbeschule, um Modezeichnerin zu werden. Sie studierte acht Semester an der Kunstgewerbeschule Lerchenfeld, u. a. bei dem Designer und Innenarchitekten Friedrich Adler, der 1933 aus der Landeskunstschule entlassen wurde. Suhr war ab 1922 als freiberufliche Kunstmalerin tätig.
Von 1922 bis 1925 lebte sie mit ihren Eltern in Finnland und danach in Hamburg, wo sie den väterlichen Geschäftshaushalt führte. 1932 verlobte sie sich mit dem sozialdemokratischen Rechtsanwalt Max Fink, der 1933 aus der Rechtsanwaltschaft ausgeschlossen, 1936 festgenommen und zu 18 Monaten Gefängnis/KZ verurteilt wurde. Sie übte von 1933 bis 1934 Propaganda gegen das nationalsozialistische Regime und nahm Verbindung zu einer illegalen Oppositionsgruppe auf. Sie wurde am 2. November 1935 verhaftet und am 23. November 1936 wegen Vorbereitung zum Hochverrat zu fünf Jahren Ehrverlust und fünf Jahren Zuchthaus verurteilt. Sie wurde in das Zuchthaus Hamburg Fuhlsbüttel, in das Zuchthaus Lübeck Lauerhof, in die Frauenhaftanstalt Laufen-Leoben an der Salzach und dann in das Konzentrationslager Ravensbrück verlegt. Am 3. Januar 1941 wurde Suhr entlassen, unter der Auflage, sich auf dem elterlichen Grundstück Duvenstedt bei fortbestehendem Berufs- und Betätigungsverbot aufzuhalten. Nach Kriegsende kämpfte sie um eine Wiedergutmachung und erhielt erst in zweiter Instanz das Recht auf eine lebenslange Rente.
Sie begann mit dem Zeichnen und Malen wieder in den 1960er Jahren und schloss sich dem Malkreis des Hamburger Malers Erich Hartmann an. Sie starb 1991 im Krankenhaus Eilbek in Hamburg.
Ihre Werke wurden erst nach ihrem Tod wieder ausgestellt. In einer von Joachim Künkel kuratierten Ausstellung Anita Suhr – verfolgt, gebrochen und dennoch Kunst wurden über 30 Werke, Porträts, Stillleben, Landschaftsskizzen, Aquarelle und Zeichnungen im Februar 2022 in Hamburg gezeigt.